# آنومالی نازلو ۳
آنومالی نازلو ۳ یک اندیس فلزی است که در حوالی شهر گنگجین استان آذربایجان غربی قرار دارد و مادهٔ معدنی موجود در آن، طلا است.سنگ میزبان این اندیس آهک، دولومیت آهکی است  در این اندیس، پاراژنز‌های شئلیت، سینابر، گالن یافت می‌شوند.